# Campionati mondiali di canoa/kayak 1986
I 20esimi Campionati mondiali di canoa/kayak si sono svolti a Montréal (Canada) nel 1986.

## Medagliere
| Pos. | Paese            | Oro | Argento | Bronzo | Totale |
| ---- | ---------------- | --- | ------- | ------ | ------ |
| 1    | Ungheria         | 7   | 3       | 1      | 11     |
| 2    | Romania          | 3   | 3       | 2      | 8      |
| 3    | Germania Est     | 2   | 3       | 2      | 7      |
| 4    | Gran Bretagna    | 2   | 0       | 0      | 2      |
| 5    | Unione Sovietica | 1   | 6       | 3      | 10     |
| 6    | Polonia          | 1   | 1       | 1      | 3      |
| 7    | Germania Ovest   | 1   | 0       | 2      | 3      |
| 7    | Bulgaria         | 1   | 0       | 2      | 3      |
| 9    | Jugoslavia       | 0   | 1       | 1      | 2      |
| 9    | Francia          | 0   | 1       | 1      | 2      |
| 11   | Danimarca        | 0   | 0       | 2      | 2      |
| 12   | Australia        | 0   | 0       | 1      | 1      |

## Medaglie Canoa

### C1 500m
| Posizione | Atleta           | Paese        | Tempo |
| --------- | ---------------- | ------------ | ----- |
|           | Olaf Heukrodt    | Germania Est |       |
|           | Aurel Macarencu  | Romania      |       |
|           | Nikolay Bukhalov | Bulgaria     |       |

### C1 1000m
| Posizione | Atleta            | Paese            | Tempo |
| --------- | ----------------- | ---------------- | ----- |
|           | Aurel Macarencu   | Romania          |       |
|           | Ivans Klementjevs | Unione Sovietica |       |
|           | Ivan Sabjan       | Jugoslavia       |       |

### C1 10000m
| Posizione | Atleta          | Paese      | Tempo |
| --------- | --------------- | ---------- | ----- |
|           | Aurel Macarencu | Romania    |       |
|           | Ivan Sabjan     | Jugoslavia |       |
|           | Didier Hoyer    | Francia    |       |

### C2 500m
| Posizione | Atleta                                   | Paese            | Tempo |
| --------- | ---------------------------------------- | ---------------- | ----- |
|           | Janos Sarusi Kis István Vaskuti          | Ungheria         |       |
|           | Alexander Kalinichenkov Viktor Renejskij | Unione Sovietica |       |
|           | Ulrich Papke Ingo Spelly                 | Germania Est     |       |

### C2 1000m
| Posizione | Atleta                          | Paese          | Tempo |
| --------- | ------------------------------- | -------------- | ----- |
|           | Janos Sarusi Kis István Vaskuti | Ungheria       |       |
|           | Marek Dopierała Marek Łbik      | Polonia        |       |
|           | Hartmut Faust Wolfram Faust     | Germania Ovest |       |

### C2 10000m
| Posizione | Atleta                              | Paese     | Tempo |
| --------- | ----------------------------------- | --------- | ----- |
|           | Marek Dopierała Marek Łbik          | Polonia   |       |
|           | Dimitru Betiu Vasile Lehaci         | Romania   |       |
|           | Christian Frederiksen Arne Nielsson | Danimarca |       |

## Medaglie Kayak

### K1 500m
| Posizione | Atleta       | Paese            | Tempo |
| --------- | ------------ | ---------------- | ----- |
|           | Jeremy West  | Regno Unito      |       |
|           | Zsolt Gyulai | Ungheria         |       |
|           | Igor Nagaev  | Unione Sovietica |       |

| Posizione | Atleta         | Paese        | Tempo |
| --------- | -------------- | ------------ | ----- |
|           | Vanja Gesheva  | Bulgaria     |       |
|           | Kathrin Giese  | Germania Est |       |
|           | Yvonne Knudsen | Danimarca    |       |

### K1 1000m
| Posizione | Atleta       | Paese        | Tempo |
| --------- | ------------ | ------------ | ----- |
|           | Jeremy West  | Regno Unito  |       |
|           | Zsolt Gyulai | Ungheria     |       |
|           | Harry Nolte  | Germania Est |       |

### K1 10000m
| Posizione | Atleta            | Paese            | Tempo |
| --------- | ----------------- | ---------------- | ----- |
|           | Ferenc Csipes     | Ungheria         |       |
|           | Bernard Bregeon   | Francia          |       |
|           | Stanislav Boreyko | Unione Sovietica |       |

### K2 500m
| Posizione | Atleta                        | Paese            | Tempo |
| --------- | ----------------------------- | ---------------- | ----- |
|           | Thomas Pfrang Rainer Scholl   | Germania Ovest   |       |
|           | Attila Adrovicz Andras Rajna  | Ungheria         |       |
|           | Viktor Pusev Sergei Souperata | Unione Sovietica |       |

| Posizione | Atleta                           | Paese            | Tempo |
| --------- | -------------------------------- | ---------------- | ----- |
|           | Erika Mészáros Katalin Povazsan  | Ungheria         |       |
|           | Tatiana Chislova Nelli Korbukova | Unione Sovietica |       |
|           | Vanja Gesheva Diana Paliiska     | Bulgaria         |       |

### K2 1000m
| Posizione | Atleta                       | Paese        | Tempo |
| --------- | ---------------------------- | ------------ | ----- |
|           | Daniel Stoian Angelin Velea  | Romania      |       |
|           | Frank Fischer André Wohllebe | Germania Est |       |
|           | Steve Wood Grant Kenny       | Australia    |       |

### K2 10000m
| Posizione | Atleta                            | Paese            | Tempo |
| --------- | --------------------------------- | ---------------- | ----- |
|           | Laszlo Gindl Gabor Kulcsar        | Ungheria         |       |
|           | Viktor Detkovski Sergei Korneevet | Unione Sovietica |       |
|           | Daniel Stoian Angelin Velea       | Romania          |       |

### K4 500m
| Posizione | Atleta                                                               | Paese            | Tempo |
| --------- | -------------------------------------------------------------------- | ---------------- | ----- |
|           | Jens Fiedler Frank Fischer Andreas Stahle André Wohllebe             | Germania Est     |       |
|           | Viktor Denisov Sergei Kirsanov Alexander Motouzenko Nikolai Shershen | Unione Sovietica |       |
|           | Volker Kreutzer Detlef Schmidt Thomas Reineck Gilbert Schneider      | Germania Ovest   |       |

| Posizione | Atleta                                                              | Paese            | Tempo |
| --------- | ------------------------------------------------------------------- | ---------------- | ----- |
|           | Erika Géczi Rita Kőbán Erika Mészáros Éva Rakusz                    | Ungheria         |       |
|           | Tatiana Chislova Nelli Korbukova Anzhela Nadtochaeva Olga Slaapnina | Unione Sovietica |       |
|           | Tecla Borcaena Marina Ciiucur Anna Larie Luminata Munteanu          | Romania          |       |

### K4 1000m
| Posizione | Atleta                                                                        | Paese        | Tempo |
| --------- | ----------------------------------------------------------------------------- | ------------ | ----- |
|           | László Fidel Ferenc Csipes Zoltá Kovács Zsolt Gyulai                          | Ungheria     |       |
|           | Guido Behling Hans-Jorg Bliesener Jens Fiedler Thomas Vaske                   | Germania Est |       |
|           | Robert Chwialkowski Grzegorz Krawcow Kazimierz Krzyzanski Wojciech Kurpiewski | Polonia      |       |

### K4 10000m
| Posizione | Atleta                                                                   | Paese            | Tempo |
| --------- | ------------------------------------------------------------------------ | ---------------- | ----- |
|           | Alexander Akunishnikov Sergei Kiselev Grigori Medvedev Nikolai Olesedets | Unione Sovietica |       |
|           | Ionel Constantin Alexandru Dulau Nicolae Feodosei Ionel Letcae           | Romania          |       |
|           | Zsolt Bojti Tibor Helyi Laszlo Nieberl Kalman Petrovics                  | Ungheria         |       |